# メールで届いた物語
『メールで届いた物語』（メールでとどいたストーリー）は、2005年公開のオムニバス形式の日本映画。
東映ビデオの製作・配給。
メールにまつわる4つのオリジナル・ショート・ラブストーリー。

## スタッフ
- mail
  - 監督・脚本：清水浩
- CHANGE THE WORLD!
  - 監督：伊藤裕彰
  - 脚本：井上淳一
- アボカド納豆。
  - 監督：鈴木元
  - 脚本：大森寿美男
- やさしくなれたら…
  - 監督：鳥井邦男
  - 脚本：鳥井邦男 / 加藤正人
- 主題歌 - 牧伊織「約束の場所」

## キャスト
- mail
  - 高村修 - 加瀬亮
  - 谷村理沙 - 相武紗季
  - モロ師岡
  - 尾美としのり
  - 春木みさよ
  - 林田真里
  - 浜口悟
  - 高橋大祐
- CHANGE THE WORLD!
  - 小柳葉子 - 吹石一恵
  - 天使 - 多部未華子
  - 青年 - 松尾敏伸

他
- アボカド納豆。
  - 山口 - 岡田義徳
  - 藤井 - 大倉孝二
  - 坂口圭子 - 奥貫薫
  - 近藤芳正
  - ちすん

他
- やさしくなれたら…
  - 柏木聡 - 北村一輝
  - 千尋、栗田美紀（二役） - 原沙知絵
  - 菊池 - 津田寛治
  - 渡辺哲

他